# ΔΣ変調
ΔΣ変調（デルタシグマへんちょう）とは、パルス密度変調 ( PDM、英語:pulse-density modulation )方式の一種である。音声などの信号に対して用いられることが多い。
半導体技術の発達や精度の必要なアナログ的な部分が少ないなどの点から、A/D変換及びD/A変換で多用されている。
量子化雑音のパワースペクトル密度分布の形状を整形（ノイズシェーピング）し、通過帯域のダイナミックレンジを向上させる。また、より小さな量子化語長数に符号化する効果もある。
古典制御工学においては、PI制御に分類される。
1960年代初めに東大工学部の大学院生であった安田靖彦が、Δ変調（差分パルス符号変調）のオフセットの問題が回避された方式として考案・開発し、「Δ-Σ変調」と命名した。以上の経緯もあり日本ではほぼ「ΔΣ」の順で呼ばれるが、再生側の処理構成を数式的な順序で書くと「ΣΔ」の順になるためか、日本国外を中心にΣΔ変調と書かれることもある。

## 概要

### A/D変換
A/D変換では、目的の帯域の上端より充分に高いサンプリング周波数による標本化（オーバサンプリング）を行い、帰還回路によって量子化雑音のPSDが広い周波数帯域に分布するようにする。
例えばサンプリング周波数を2倍にすると、量子化雑音は2倍の周波数帯域に分散される。ただし、量子化雑音の総パワーは同じになる（パーセバルの定理）。
現在のΔΣ式ADCはCDの64倍から128倍の高速なサンプル周波数で標本化を行ない、人間の耳には聴こえない帯域に量子化雑音を分布させる。
さらに、一般的にPCMを行う場合、ΔΣ変調器から出力された高速な低bit信号の非通過帯域に寄せ集められた量子化雑音はディジタルローパスフィルタで除去した後に、標本化周波数を1/64に間引く（デシメーションフィルター）ことで 、44.1 kHz や 96 kHz、16 bit・24 bit などのPCMデータが、良好なS/N比を確保して得られる。

### ΔΣ変調回路の問題点
D/A変換では、（一般的なPCMからの場合は、充分高い周波数にオーバーサンプリングして再量子化雑音の分布を広い周波数帯域に分布させ、それから）ΔΣ変調器を用い再量子化雑音を整形する。高速な低bit D/A変換された信号からアナログローパスフィルタで再量子化雑音を除去すると、S/N比の確保されたアナログ信号を得ることができる。
高い周波数で標本化すると、比較器の分解能やD/A変換器のセトリングタイムが追いつかないので、高速標本化ΔΣ変調器の量子化器は少ないビット数で量子化をせざるを得なくなるトレードオフがある。
ΔΣ変調器の帰還ループを2次以上の多段にすると、量子化雑音の分布はより急峻な特性となって通過帯域内のダイナミックレンジが向上する。その反面では超高域に寄せ集められた量子化雑音が増加する。帰還回路が3次以上のものでは発振する恐れがあり、設計は難しい。発振現象の一例としてはDCオフセットが入力された場合にトーンが生じる。
多段ΔΣ変調回路の発振防止策としては、ループ内の量子化器を複数bitにして比較器の分解能を2値ではなくマルチレベルとした上でさらにディザを導入することで安定な動作を確保したA/D変換器が実用化された。1980年代後半にCTI/dbx社に所属していたロバート・アダムスらが、この20 bit A/D変換回路をICとして実用化して当時のレコード会社や業務用機器に多く用いられた。その後、ΔΣ変調器の帰還ループを安定動作するように工夫したMASH（NTT松谷）などの回路が考案された。MASHでは、巧みな多重帰還回路、中速といえる32 fs動作の3次ΔΣ変調器、それとPWM動作の 1 bit量子化器を合わせて用いた。また、旭化成マイクロシステム社、シーラスロジック社、アナログデバイセズ社からも帰還ループ内の比較器・量子化bit数が1 bitのA/D変換ICが発売された。これらの当時のA/D変換ICには、64 fs・5次 ΔΣ 1 bitが用いられていたが、1 bit量子化器は比較器の分解能が2値であるのでディザを重畳するとオーバーフローするので発振対策にディザを用いることはできず、回路設計は困難である。このため近年では再びΔΣ変調器の帰還回路内にある量子化器を1 bitのものではなく複数ビット (4〜5 bit等) のものを用いるようになった。この場合に問題となるマルチビット量子化器のゼロクロス歪みは、抵抗器のローテーションなどの手法を用いて直線性を確保している。
高速標本化1 bit信号処理は、早稲田大学理工学研究所の山崎芳男教授が考案し提唱した新技術である。録音時と再生時に高速標本化1 bit量子化を用いるならば、わざわざPCM信号に変換せずにそのまま伝送すれば良い特性が得られる。その理論に基づいて新しい高音質フォーマットSuper Audio CDで用いられているDSDが生まれた。これは1 bit・64 fs (2822.4 kHz)ΔΣ変調信号を直接に記録・再生する方式である。アナログフィルタを通すだけでΔΣ変調された高速1 bit量子化データから再生信号が得られる特徴を用いたものである（実際にはS/Nの確保が困難なので、DACレス-純アナログLPFを採用したSACDプレーヤーは発売されていない）。最近行なわれている128 fs〜256 fsのような非常に高い周波数で標本化を行なうならばΔΣ変調器は次数の低い回路でも構わないので、山崎教授が考案し提唱した高速標本化1 bit信号処理では、ΔΣ変調器の仕組みを用いることを前提にはしていない。比較器・量子化器の追随速度が得られるなら、2次以下のΔΣ変調器であっても1 bit符号化が可能なので、将来はΔΣ変調器を用いない超高速1 bit信号処理も考えられる。このような理由から山崎教授は1 bit量子化器にこだわっている。
近年の録音には 128 fs・1 bitのΔΣ変調回路が用いられている。128 fs・ΔΣ 式 A/D 変換器の中には、量子化器を4 bitや5 bitで構成するものも出現している。このため 128 fs・5 bit 符号をSACDのフォーマットである 64 fs・1 bit 符号にデシメーションして用いているので、間引きをしない＝デシメーションしない＝ダイレクトとは言えなくなっている。SACDのような配布媒体では標本化周波数と量子化bit数の方式は規格から固定になっていて、上記の高速標本化1 bit信号処理のような柔軟さが欠けている。

## 原理
ΔΣ変調は、差分器（Δ）と積分器（Σ）と比較器（量子化器やコンパレータともいう）といった要素から成る。積分回路と量子化誤差のフィードバック回路からなるともいえる。ここでは量子化器は簡素化説明のため1 bit = 2 Levelを出力しているが、量子化器のビット長は1とは限らない。近年では32 Levelや5 bit等、低bit量子化器が主流である。
（この回路が安定になるのはループの極がｚ平面上の単位円内にある場合だけである。）この回路は入力信号の大きさによってパルス頻度を変化させているが、帰還ループのもつ伝達特性はノイズシェーピング特性を有しているのでΔΣ変調を用いない超高速標本化の場合のようなパルス密度変調とはいえない。
この回路はまた、ノイズシェイパーそのものであるが、実際の回路では、上記の帰還ループは多重帰還回路となる。積分後に比較器を通るため、高域信号に比べ低域信号に対する追従性が高く、また量子化誤差が積分されず直接信号にフィードバックされるのでΔ変調に比べ急激な信号の変化に対する応答が速く、伝送の途中で誤りがあっても、その悪影響度合いは少ないという利点を有する。

## 逐次比較型A/D変換器と高速標本化⊿Σ変調＋デシメーション回路A/D変換器の量子化雑音の分布形状
しばしば16 bit・44.1 kHzのPCM音源の量子化雑音は平坦に分布するが、⊿Σ変調器を用いた1 bit・2.8 MHz DSD音源の量子化雑音は平坦ではないと紹介されることが多い。
これは、16 bit・44.1 kHz音源にはノイズシェーピングを用いない逐次比較型A/D変換器などを用いたと誤解したので、PSD（パワースペクトルデンシティ＝量子化ノイズの分布）は周波数によらず等しく平坦であると考えたと思われる。しかし現在のいわゆるPCM方式録音に用いられているA/D変換回路は、⊿Σ変調器を有する高速標本化低bit量子化フロントエンド部の後ろに、ディジタル・デシメーション・フィルターで構成されている場合が殆なので、PCM音源 = PSDが平坦分布とは言えないことを理解しておく必要がある。
例えばDSDレコーディング黎明期に市販されていた旭化成AK5390やアナログデバイセズAD1879というA/D変換ICの場合、このICの出力bit数は20 bitや18 bitで標本化周波数は44.1 kHzや48 kHzだった。
実はAK5390やAD1879内部には2.8224 MHz・1 bit・5次⊿Σ変調器を有するフロントエンド部と、その後ろには1 bit・2.8224 MHzを1/64に周波数変換を行うデシメーション・フィルター回路が搭載されていた。
つまりAK5390の出力は20 bit・44.1 kHzであっても、IC内部では1 bit A/D変換と1/64周波数間引き動作が行われてマルチビットPCMデータが出力されるので、量子化雑音の分布をみるとフロントエンド部の⊿Σ変調器の特性によってPSDは平坦ではなかったが、このようなA/D変換器の回路構成は現在市販のものでも同じである。
ここで、もうひとつ覚えておかなければならないのは、上記のようなA/D変換ICのデシメーション回路が24 bitで出力されていても、そのダイナミックレンジが24 bit相当（144 dBと誤解している例も多い）になる訳ではなく、あくまでもダイナミックレンジは⊿Σ変調器やアナログバッファアンプ回路の出来栄えによるという点である。